# Tianzhou 5
Tianzhou 5 (天舟五号; Tiānzhōu èrhào) är en planerad flygning av Kinas obemannat lastrymdskepp, Tianzhou. Farkosten kommer skjutas upp med en Chang Zheng 7-raket, den 12 november 2022. Några timmar efter uppskjutningen dockade farkosten med den kinesiska rymdstation Tiangong.
Målet med flygningen är att leverera förnödenheter och utrustning till rymdstationen.
Den 5 maj 2023 lämnade farkosten rymdstationen. Den 5 juni 2023 dockade den åter med rymdstationen.
Farkosten lämnade rymdstationen den 11 september 2023 och brann upp i jordens atmosfär den 12 september 2023.